# Sint-Theresiakerk (Waspik)

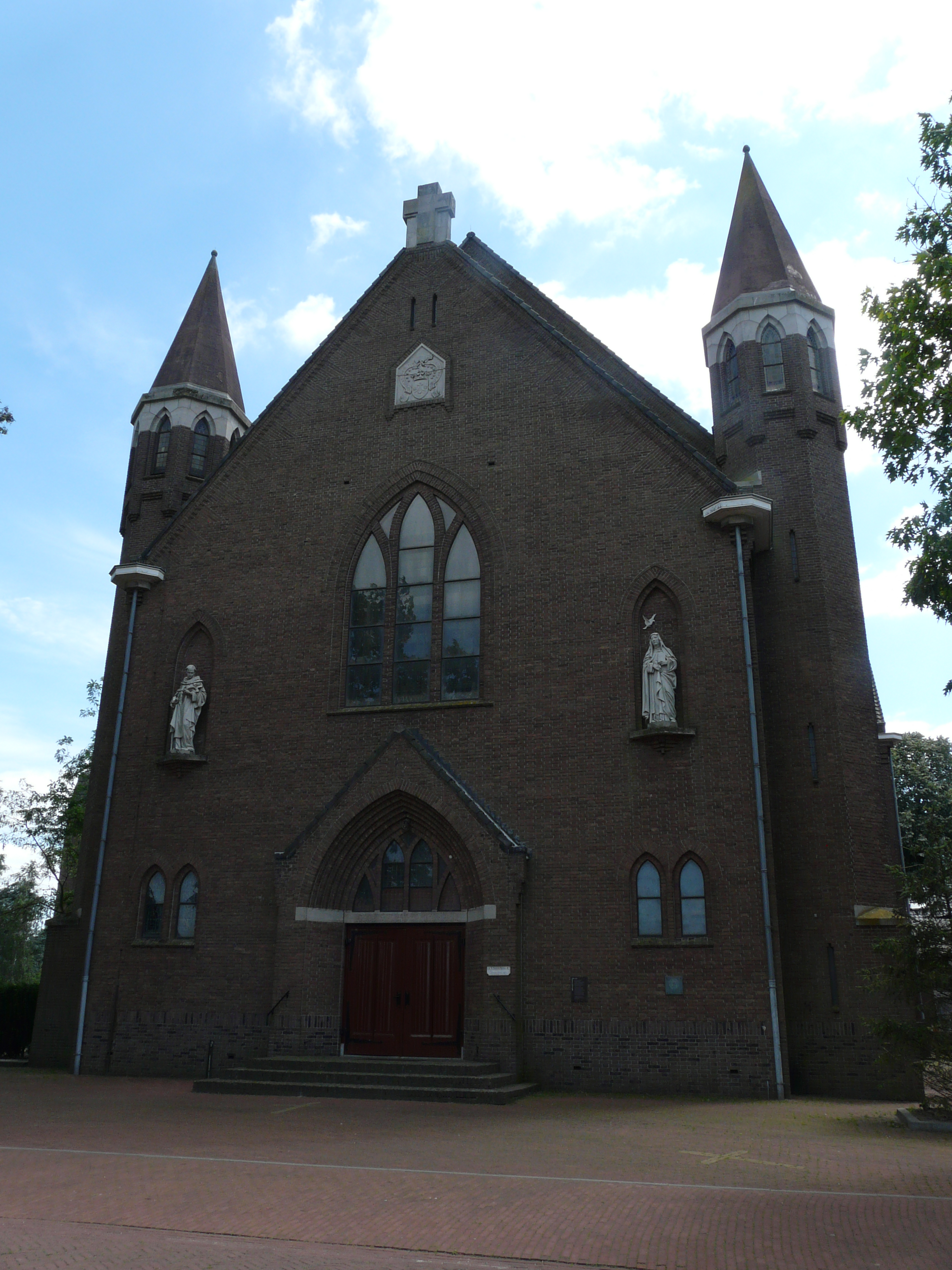
Sint-Theresiakerk

De Sint-Theresiakerk is een voormalig katholiek kerkgebouw in plaats Waspik-Zuid in de Nederlandse gemeente Waalwijk. Het rijksmonument is gelegen aan de Carmelietenstraat 58.

## Geschiedenis
Deze aan Theresia van Lisieux gewijde kerk werd gebouwd in 1926-1927, naar een ontwerp van Philippus Donders. Deze architect ontwierp tevens het nabijgelegen karmelietenklooster. 
De kerk werd – naast zijn functie als kloosterkerk – tevens een openbare rectoraatskerk die bediend werd door deze karmelieten. Het was de eerste kerk in Nederland die gewijd werd aan deze – pas heilig verklaarde – Theresia.
Rond de kerk en het klooster ontwikkelde zich een dorpsgemeenschap met kleuter- en basisschool en verenigingsleven.
Naar verluidt zou er een wonder hebben plaatsgevonden, waarbij op voorspraak van Theresia iemand van verlamming genezen werd.  Hoewel nooit erkend door het Vaticaan, leidde dit tot de komst van tal van bedevaartgangers. De laatste bedevaart vond plaats in 1972.
In 1970 werd het rectoraat verheven tot parochie. Het karmelietenklooster werd echter in 1987 opgeheven. In 1997 verkreeg de parochie het eigendom van onder meer kerk en klooster over aan de parochie. De Sint-Theresiaparochie ging steeds meer samenwerken met de nabijgelegen Sint-Bartholomeusparochie en in 2009 fuseerden de twee parochies. 
In 2012 werd de Theresiakerk onttrokken aan de eredienst. In de kerk en het klooster werden uiteindelijk zorgappartementen gebouwd.

## Gebouw
Het betreft een bakstenen kruiskerk in de stijl van de late neogotiek. De kerk heeft smalle zijbeuken. Het iets verlaagde ingangsportaal wordt geflankeerd door twee achthoekige traptorens. De toren is aan de koorzijde naast de kerk gebouwd en vormt de verbinding met het kloostergebouw.
Bij het complex bevinden zich ook een Lourdesgrot en een Heilig Hartbeeld.